# Max Schoppe
Carl August Max Schoppe (* 13. September 1902 in Brandenburg; † 13. März 1976 in Geesthacht) war ein deutscher Politiker (NSDAP).

## Leben und Tätigkeit
Nach dem Schulbesuch verdiente Schoppe seinen Lebensunterhalt als Dreher und Schlosser in Sasel bei Hamburg. Am 1. Januar 1929 trat er der NSDAP bei, für die er vor 1941 Ortsgruppenleiter in Sasel wurde. Dies blieb er bis zum Ende des Zweiten Weltkriegs 1945.
Am 18. September 1944 zog er im Nachrückverfahren für den verstorbenen Harry Henningsen als Abgeordneter in den nationalsozialistischen Reichstag ein, in dem er bis zum Ende der NS-Herrschaft im Frühjahr 1945 den Wahlkreis 34 vertrat. Er wurde als Drittletzter Abgeordneter des nationalsozialistischen Reichstags, nach ihm wurden noch Rudolf Schittenhelm im Oktober 1944 und Rolf Fordon im Dezember 1944 Abgeordnete.
Im Adressbuch für Hamburg für das Jahr 1943 ist Schoppe mit der Adressbuch Grenzweg 22 verzeichnet. Im Adressbuch von 1947 ist er nicht mehr enthalten.